# Falkenstein/Vogtl.
Falkenstein/Vogtl. är en stad i Vogtlandkreis i det tyska förbundslandet Sachsen. Falkenstein, som för första gången nämns i ett dokument från år 1260, har cirka 8 000 invånare.
Kommunen ingår i förvaltningsområdet Falkenstein tillsammans med kommunerna Grünbach och Neustadt/Vogtl..

## Administrativ indelning
Falkenstein har tre Ortsteile: Dorfstadt, Oberlauterbach och Trieb.